# ريك رايلي
ريك رايلي (بالإنجليزية: Rick Reilly)‏ (3 فبراير 1958)؛ معلق رياضي، صحفي وروائي أمريكي. درس في جامعة كولورادو بولدر.